# Far Harbor
Far Harbor è un film del 1996 diretto da John Huddles.